# Blossia gaerdesi
Blossia gaerdesi är en spindeldjursart som först beskrevs av Lawrence 1972.  Blossia gaerdesi ingår i släktet Blossia och familjen Daesiidae. Inga underarter finns listade.